# توغيلت (تاوغليت)
توغيلت هي إحدى مشيخات المملكة المغربية، تتبع جغرافيا لإقليم سيدي قاسم وإداريًا لتاوغليت. يقدر عدد سكانها بـ 8159 نسمة حسب الإحصاء الرسمي للسكان والسكنى لسنة 2004.